# Norman Pritchard
 (mars 2025).
Si vous disposez d'ouvrages ou d'articles de référence ou si vous connaissez des sites web de qualité traitant du thème abordé ici, merci de compléter l'article en donnant les références utiles à sa vérifiabilité et en les liant à la section « Notes et références ».
Pour les articles homonymes, voir Pritchard.
Norman Gilbert Pritchard, né le 23 juin 1877 à Calcutta dans le Raj britannique (actuellement en Inde) et mort le 31 octobre 1929 à Norwalk (Californie) aux États-Unis, est un athlète olympique plusieurs fois médaillé. 
Il participait, selon les rapports officiels du CIO, pour son pays de naissance, l'Inde. Dans ses dernières années, il a été acteur sous le nom de Norman Trevor.

## Biographie
Pritchard était d'origine britannique et le fils d'Helen Maynard Pritchard et George Peterson Pritchard qui était expert-comptable pour une entreprise commerciale. Norman Pritchard a étudié au collège Saint-Xavier à Calcutta et a ensuite travaillé quelque temps comme auxiliaire dans une entreprise commerce de produits en jute.
Il exerçait sa passion du sport en football. Dans une rencontre avec son équipe du collège en 1897, il réussissait le premier hattrick dans un tournoi de football en Inde. Ses talents sportifs étaient surtout remarqués sur les pistes de sprint. De 1894 à 1900, il était sacré sans interruption champion du Bengale sur 100 yards et en 1898, il établissait en 10 s 0 un record du Bengale.
Ses performances trouvèrent également de l'écho dans la lointaine Angleterre. Une visite de Pritchard dans le pays de ses ancêtres peu avant les Jeux olympiques d'été de 1900 à Paris fut utilisé par le London Athletic Club qui l'accueillit comme membre. Lors des jours et semaines suivantes, Pritchard prenait part à plusieurs courses du club, réussissant plusieurs victoires, aussi bien sur 100 yards que sur 120 yards haies. Dans cette dernière course, il battait même le champion britannique de 1897.
Une semaine seulement avant le début des compétitions d'athlétisme aux Jeux de Paris, avaient lieu les championnats de l'Amateur Athletics Association (AAA), qui peuvent être considérés comme les championnats nationaux. Plusieurs athlètes américains, en route vers Paris, participaient également à ces championnats. Pritchard, sur 120 yards haies, se classait deuxième derrière Alvin Kraenzlein. Les officiels de l'AAA utilisaient ces championnats pour sélectionner les athlètes qui devaient aller à Paris. Pritchard fut alors choisi.
Ici commença une tardive divergence d'opinion sur l'appartenance nationale de Pritchard lors des Jeux.
En arrière-plan, on trouve les circonstances qui font qu'aux premiers Jeux olympiques de l'ère moderne, les sportifs étaient vus comme des membres d'une société ou d'une association, qui dans la règle représentait lors des compétitions internationales le pays dans lequel la société ou l'association était domiciliée. La sélection de Pritchard par l'AAA, Pritchard étant encore citoyen de l'Empire britannique incite de nombreux historiens du sport à la conclusion que Pritchard prit part aux Jeux de 1900 comme sportif britannique.
Pritchard était pourtant aussi membre du Bengal Presidency Athletic Club de sa ville de Calcutta. C'est toujours inexpliqué si son voyage vers l'Europe en 1900 était en rapport à une délégation aux Jeux olympiques. Le Comité international olympique (CIO) considère en tout cas Norman Prichard comme le premier sportif indien des Jeux olympiques et comme le premier médaillé de son pays et d'Asie.
Pritchard a pris part à cinq courses des Jeux de Paris, sur 60 m, 100 m, 200 m, 110 m haies et 200 m haies. Il accédait à trois finales et remportait deux médailles d'argent. Dans la troisième finale, celle du 110 m haies, il dut abandonner.
Immédiatement après les Jeux, il retourna en Inde. Là-bas, il s'adonna à nouveau au football et occupa le poste de secrétaire auprès de la Indian Football Association. En 1906, il revenait en Angleterre et rejoignait de nouveau le London Athletic Club.
Après 1908, le nom de Norman Pritchard n'apparait plus. Des recherches de biographes indiens sont arrivées à la conclusion que Pritchard a émigré aux États-Unis et y a commencé une carrière d'artiste de théâtre et d'acteur dans des films muets sous le nom de Norman Trevor. Il a joué en 1917 au 39th Street Theater de New York et a joué entre 1915 et 1929 dans au moins 28 films, souvent comme second rôle. Norman Pritchard serait ainsi le premier d'une longue série d'athlètes olympiques à être passés de la scène sportive aux scènes artistiques.
Pritchard alias Norman Trevor est mort à 54 ans d'une maladie du cerveau.

## Palmarès

### Jeux olympiques d'été
- Jeux olympiques d'été de 1900 à Paris ( France)
  - éliminé en série sur 60 m
  - éliminé en série sur 100 m
  -  Médaille d'argent sur 200 m en 22 s 8
  - abandon en finale sur 110 m haies
  -  Médaille d'argent sur 200 m haies en 26 s 6

### Remarques
À l'exception des temps des vainqueurs, les temps des autres concurrents sont estimés car il n'y avait pas de mesures du temps de ces coureurs. Seul le retard sur le vainqueur ou le concurrent précédent était établi avec une estimation d'une longueur.

## Filmographie
- 1915 : After Dark : Lt. Richard Bellamy
- 1915 : Le Code secret de Maurice Tourneur : Dr. Hartmann
- 1917 : National Red Cross Pageant : Herald - English episode
- 1917 : The Runaway : Richard Danforth
- 1918 : The Daredevil : Gov. William Faulkner
- 1920 : Amour d'antan (Romance) de Chester Withey : Cornelius Van Tuyl
- 1920 : The Daughter Pays : Osbert Gault
- 1921 : Jane Eyre : Mr. Rochester
- 1921 : La Panthère noire (The Black Panther's Cub) de Émile Chautard: Sir Marling Grayham
- 1924 : Roulette : Joohn Tralee
- 1924 : Wages of Virtue : John Boule
- 1925 : The Man Who Found Himself : Commodore Branding
- 1926 : Beau Geste : Maj. de Beaujolais
- 1926 : Dancing Mothers : Hugh Westcourt
- 1926 : Pour une femme (The Ace of Cads) de Luther Reed : Sir Guy de Gramercy
- 1926 : The Song and Dance Man : Charles Nelson
- 1927 : Afraid to Love : John Travers
- 1927 : Les Enfants du divorce : Duke Henri de Goncourt
- 1927 : New York : Randolph Church
- 1927 : Sorrell and Son : Thomas Roland
- 1927 : The Music Master (en) d'Allan Dwan : Andrew Cruger
- 1927 : The Siren : Cole Norwood/Felipe Vincenti
- 1927 : L'Escalier des cent marches (The Warning) de George B. Seitz : Sir James Gordon
- 1927 : The Wizard : le juge Webster
- 1928 : Mad Hour : Hemingway Sr
- 1928 : Restless Youth : John Neil
- 1929 : Le Piège d'amour : le juge Harrington
- 1929 : Tonight at Twelve : Prof. Eldridge

## Sources
- (de) Cet article est partiellement ou en totalité issu de l’article de Wikipédia en allemand intitulé « Norman Pritchard » (voir la liste des auteurs).
- « Norman Pritchard » (présentation), sur l'Internet Movie Database